# Carepalxis coronata
Carepalxis coronata är en spindelart som först beskrevs av William Joseph Rainbow 1896.  Carepalxis coronata ingår i släktet Carepalxis och familjen hjulspindlar.
Artens utbredningsområde är New South Wales. Inga underarter finns listade.